# Susan Landau Finch
Susan Landau Finch (* 13. August 1960 in Los Angeles; manchmal Susan Landau und Susie Landau) ist eine US-amerikanische Filmproduzentin. Sie arbeitet unter anderem auch im Bereich des Castings.

## Leben und Leistungen
Sie ist eine Tochter der US-amerikanischen Schauspieler Barbara Bain und Martin Landau, einem Oscar-Gewinner. Die Eltern waren von 1957 bis 1993 verheiratet. Ihre Schwester Juliet Landau ist ebenfalls im Schauspielberuf tätig. Susan Landau Finch besuchte das Hampshire College in der Stadt Amherst, im US-amerikanischen Bundesstaat Massachusetts. Eine Zeit lang übersiedelte sie mit ihrer Familie nach London. Dort besuchte sie eine High School und kam mit circa dreizehn Jahren mit dem Theater in Berührung.
Landau Finch wirkte im Theaterbereich und vor allem für die US-amerikanische Filmproduktionsgesellschaft American Zoetrope. In verschiedenen filmschaffenden Funktionen arbeitete sie mit Regisseur Francis Ford Coppola zusammen, z. B. in der dreifach Oscar-nominierten Filmkomödie Peggy Sue hat geheiratet (1986) mit Kathleen Turner und Nicolas Cage, der ebenfalls dreifach Oscar-nominierten Filmbiografie Tucker (1988) mit Jeff Bridges und ihrem Vater, dem zweiten Teil der New Yorker Geschichten (1989) (Segment Life without Zoe) und im dreifach Oscar-prämierten und einmal -nominierten Horror-Liebesfilm Bram Stoker’s Dracula (1992) mit Gary Oldman und Winona Ryder. Zusammen mit dem Österreicher Edgar Honetschläger schrieb sie 1999 das Drehbuch Sardines.
Verheiratet ist sie mit Roy Finch (eigentlich Henry LeRoy Finch), mit dem sie auch manchmal zusammenarbeitet, z. B. im Filmdrama Wake (2003), seinem Debüt als Regisseur und Drehbuchautor. Er komponiert auch.

## Filmografie

### Verschiedenes
- 1985: Ticket zum Himmel (Seven Minutes in Heaven)
- 1986: Peggy Sue hat geheiratet (Peggy Sue Got Married)
- 1987: Anna – Exil in New York (Anna)
- 1988: Tucker (Tucker: The Man and His Dream)
- 1989: New Yorker Geschichten (New York Stories) (Segment Life without Zoe)
- 1996: Follow Me Home
- 2000: The Gold Cup
- 2003: Wake

### Produzent
- 1990: The Spirit of '76
- 1992: Bram Stoker’s Dracula (Dracula)
- 1994: Travelling Light
- 2003: Wake

### Casting Director
- 1990: The Spirit of '76
- 1998: Animals and the Tollkeeper
- 2003: Family Tree
- 2003: Sin ton ni Sonia
- 2003: Wake
- 2004: The Breaks
- 2004: The Passage of Mrs. Calabash

### Casting Department
- 1982: Einer mit Herz (One from the Heart)
- 1998: Animals and the Tollkeeper